# Hầu Kiện
Hầu Kiện, tên hiệu Thông Tý Viên (tiếng Trung: 通臂猿), là một nhân vật hư cấu trong tiểu thuyết cổ điển Trung Quốc Thủy hử. Ông là một trong 72 Địa Sát Tinh của 108 anh hùng Lương Sơn Bạc.

## Xuất thân
Hầu Kiện quê ở Hồng Đô, vốn làm nghề thợ may. Hình dạng bên ngoài gầy gò và nhanh nhẹn nên ông mới có tên hiệu Vượn nhanh tay. Ông học võ nghệ từ Tiết Vĩnh.

## Gia nhập Lương Sơn Bạc
Hầu Kiện được thuê làm thợ may trong phủ của Hoàng Văn Bính, viên quan thông phán ở Giang Châu đã xúi giục tử hình Tống Giang và Đới Tung. Sau khi hai người Tống Công Minh được quân Lương Sơn Bạc cứu thoát thì Tống Giang muốn trả thù, để việc thành công thì cần người biết đường lối nhà họ Hoàng. Tiết Vĩnh giới thiệu Hầu Kiện với quân Lương Sơn, nhờ đó quân Lương Sơn đột nhập được vào nhà họ Hoàng, sau khi quân Lương Sơn giết cả nhà họ Hoàng và đốt cháy toàn bộ cơ ngơi thì Hầu Kiện cũng gia nhập Lương Sơn Bạc.

## Sau khi chiêu an và tử trận
Khi phân định ngôi thứ ở Lương Sơn Bạc, vốn là thợ may, Hầu Kiện trở thành đầu lĩnh chuyên chế tạo các loại cờ quạt và áo bào. Sau khi nhận chiêu an, ông cùng các đầu lĩnh tham gia các chiến dịch đánh dẹp quân Liêu và các lực lượng khác chống đối triều đình nhà Tống. Trong chiến dịch đánh Phương Lạp, khi tấn công Hàng Châu, Hầu Kiện theo thủy quân đi đường biển. Sóng to gió lớn, thuyền bị chìm, Hầu Kiện không biết bơi nên chết đuối cùng Đoàn Cảnh Trụ.

## Trong Đãng Khấu Chí
Tại hồi 64, Hầu Kiện được cử làm phó tướng cùng Lý Ứng trấn thủ Hậu quan và các cảng nước phía sau Thủy bạc. Vân Thiên Bưu dùng thuyền trầm loa chia quân làm bảy lộ càng đánh vào Hậu quan và các cảng nước. Lý Ứng nghênh chiến thất bại, cố sức phá vây. Hầu Kiện thấy thế liền mờ cửa ra giúp, giao chiến với Văn Đạt, chưa được vài hiệp đã bị chém chết.